# Unione Sportiva Anconitana-Bianchi 1939-1940
Questa pagina raccoglie i dati riguardanti l'Unione Sportiva Anconitana-Bianchi nelle competizioni ufficiali della stagione 1939-1940.

## Avvenimenti
Nella stagione 1939-1940 l'Anconitana disputò il terzo campionato di Serie B della sua storia, giungendo quarta al termine.

## Divise
| 1ª divisa |

## Organigramma societario
Area direttiva
- Presidente: Nando Bertoncini

Area tecnica
- Allenatore: Giovanni Degni

## Rosa
| N. |                   | Ruolo | Calciatore              |
| -- | ----------------- | ----- | ----------------------- |
|    | Italia (bandiera) | P     | Giovanni Garbo          |
|    | Italia (bandiera) | P     | Mario Necchi            |
|    | Italia (bandiera) | D     | Rodolfo Brondi          |
|    | Italia (bandiera) | D     | Ferruccio Ratti         |
|    | Italia (bandiera) | D     | Andrea Scaccini         |
|    | Italia (bandiera) | C     | Bruno Baruzzi           |
|    | Italia (bandiera) | C     | Athos Bolli             |
|    | Italia (bandiera) | C     | Silvio Finotto (III)    |
|    | Italia (bandiera) | C     | Mario Silvestrelli (IV) |
|    | Italia (bandiera) | C     | Luigi Spanghero         |
|    | Italia (bandiera) | C     | Giuseppe Varoli         |

| N. |                   | Ruolo | Calciatore                |
| -- | ----------------- | ----- | ------------------------- |
|    | Italia (bandiera) | A     | Nicola Bruscantini        |
|    | Italia (bandiera) | A     | Calisto Carloni           |
|    | Italia (bandiera) | A     | Mario Coronati            |
|    | Italia (bandiera) | A     | Augusto Cristina          |
|    | Italia (bandiera) | A     | Gustavo Fiorini (I)       |
|    | Italia (bandiera) | A     | Giuliano Giaccaglia       |
|    | Italia (bandiera) | A     | Rolando Rossi             |
|    | Italia (bandiera) | A     | Corrado Silvestrelli (II) |
|    | Italia (bandiera) | A     | Luigi Torti (II)          |
|    | Italia (bandiera) | A     | Giuseppe Zuccotti         |

## Risultati

### Serie B

#### Girone di andata
| Arbitro: | Neri (Vicenza) |

|                                   |           |  |
| Cominelli 36’ Gaddoni 76’ Bui 88’ | Marcatori |  |

| Arbitro: | Tonnetti (Roma) |

|              |           |                 |
| Torti II 60’ | Marcatori | 25’ Cappello IV |

| Molinella 1º ottobre 1939 | Molinella      | 0 – 0 | Anconitana-Bianchi | Campo Sportivo\| Arbitro: \| Rossi (Milano) \| |
| Arbitro:                  | Rossi (Milano) |       |                    |                                                |

| Arbitro: | Gamba (Napoli) |

|                                     |           |  |
| Zuccotti 11’ (rig.), 22’ Varoli 41’ | Marcatori |  |

| Arbitro: | Neri (Vicenza) |

|            |           |  |
| Salati 59’ | Marcatori |  |

| Arbitro: | Forni (Treviso) |

|                           |           |              |
| Zuccotti 42’ Torti II 55’ | Marcatori | 76’ Angelini |

| Arbitro: | Rizzo (Messina) |

|                    |           |                         |
| Di Prisco 53’, 84’ | Marcatori | 27’ Zuccotti 60’ Varoli |

| Arbitro: | Carminati (Milano) |

|                           |           |  |
| Zuccotti 61’ Torti II 67’ | Marcatori |  |

| Arbitro: | Scarpi (Dolo) |

|                |           |              |
| Bertoni II 62’ | Marcatori | 51’ Torti II |

| Arbitro: | Dellarole (Vercelli) |

|                                  |           |  |
| Torti II 58’ Zuccotti 85’ (rig.) | Marcatori |  |

| Arbitro: | Scotto (Savona) |

|                  |           |                                       |
| Ratti 71’ (aut.) | Marcatori | 43’ Fiorini I 50’ Torti II 88’ Varoli |

| Arbitro: | Viarengo (Asti) |

|                                  |           |                           |
| Scaramelli 3’ Moretti 48’ (rig.) | Marcatori | 11’ Zuccotti 25’ Torti II |

| Arbitro: | Signorile (Bari) |

|                              |           |            |
| Fiorini I 56’, 62’ Rossi 79’ | Marcatori | 20’ Coccia |

| Arbitro: | Limido (Milano) |

|             |           |              |
| Mancini 47’ | Marcatori | 83’ Torti II |

| Arbitro: | Ghetti (Modena) |

|                                  |           |                |
| Silvestrelli II 57’ Cristina 60’ | Marcatori | 74’ Coverlizza |

| Arbitro: | Rosso (Casale Monferrato) |

|               |           |            |
| Ghiglione 61’ | Marcatori | 47’ Varoli |

| Arbitro: | Gnocchini (Como) |

|              |           |                  |
| Zuccotti 67’ | Marcatori | 16’ Di Benedetti |

#### Girone di ritorno
| Arbitro: | Galletti (Como) |

|                     |           |  |
| Borgioli 79’ (aut.) | Marcatori |  |

| Arbitro: | Scotto (Savona) |

|                           |           |                          |
| Pavan 80’ Cappello IV 42’ | Marcatori | 65’, 80’ Silvestrelli II |

| Arbitro: | Verrocchio (Pescara) |

|                                     |           |           |
| Brondi 17’ Baruzzi 32’ Torti II 87’ | Marcatori | 9’ Busoni |

| Arbitro: | Biancone (Roma) |

|  |           |              |
|  | Marcatori | 15’ Coronati |

| Arbitro: | Neri (Vicenza) |

|                          |           |           |
| Zuccotti 47’, 86’ (rig.) | Marcatori | 80’ Cenci |

| Arbitro: | Mattea (Torino) |

|          |           |  |
| Stua 36’ | Marcatori |  |

| Arbitro: | Curradi (Firenze) |

|                          |           |  |
| Torti II 76’ Baruzzi 89’ | Marcatori |  |

| Arbitro: | Coletti (Treviso) |

|                         |           |              |
| Gambini 10’ Renoldi 11’ | Marcatori | 79’ Zuccotti |

| Arbitro: | Scarpi (Dolo) |

|              |           |  |
| Torti II 65’ | Marcatori |  |

| Arbitro: | Limido (Milano) |

|                   |           |              |
| D'Odorico 5’, 25’ | Marcatori | 26’ Torti II |

| Arbitro: | Gonani (Ravenna) |

|            |           |  |
| Varoli 50’ | Marcatori |  |

| Arbitro: | Scotti (Taranto) |

|              |           |        |
| Zuccotti 80’ | Marcatori | 7’ Gei |

| Arbitro: | Dellarole (Vercelli) |

|                  |           |                 |
| Ussello 12’, 71’ | Marcatori | 27’ Bruscantini |

| Arbitro: | Neri (Vicenza) |

|                        |           |                      |
| Bolli 15’ Torti II 53’ | Marcatori | 67’ (rig.) Nebbia II |

| Arbitro: | Prandi (Roma) |

|            |           |  |
| Celant 50’ | Marcatori |  |

| Arbitro: | Andreoni (Milano) |

|                                                                         |           |  |
| Rossi 3’, 41’, 68’ Varoli 9’, 76’ Torti II 33’, 77’ Silvestrelli II 84’ | Marcatori |  |

| Arbitro: | Caraglio (Grosseto) |

|                       |           |                  |
| Coppa 14’ Puccini 70’ | Marcatori | 76’ (aut.) Olasi |

### Coppa Italia

#### Terzo turno eliminatorio
| Arbitro: | Biancone (Roma) |

|                   |           |                        |
| Torti II 10’, 48’ | Marcatori | 27’ Busoni 68’ Spadoni |

| Arbitro: | Camiolo (Milano) |

|  |           |            |
|  | Marcatori | 20’ Varoli |

#### Sedicesimi di finale
| Arbitro: | Coletti (Treviso) |

|            |           |                                        |
| Varoli 15’ | Marcatori | 46’ Sentimenti III 58’ Notti 65’ Bazan |

## Statistiche

### Statistiche di squadra
| Competizione | Punti | In casa | In casa | In casa | In casa | In casa | In casa | In trasferta | In trasferta | In trasferta | In trasferta | In trasferta | In trasferta | Totale | Totale | Totale | Totale | Totale | Totale | DR  |
| Competizione | Punti | G       | V       | N       | P       | Gf      | Gs      | G            | V            | N            | P            | Gf           | Gs           | G      | V      | N      | P      | Gf     | Gs     | DR  |
| ------------ | ----- | ------- | ------- | ------- | ------- | ------- | ------- | ------------ | ------------ | ------------ | ------------ | ------------ | ------------ | ------ | ------ | ------ | ------ | ------ | ------ | --- |
| Serie B      | 41    | 17      | 14      | 3       | 0       | 37      | 9       | 17           | 2            | 6            | 9            | 17           | 25           | 34     | 16     | 9      | 9      | 54     | 34     | +20 |
| Coppa Italia |       | 2       | 0       | 1       | 1       | 3       | 5       | 1            | 1            | 0            | 0            | 1            | 0            | 3      | 1      | 1      | 1      | 4      | 5      | -1  |
| Totale       | -     | 19      | 14      | 4       | 1       | 40      | 14      | 18           | 3            | 6            | 9            | 18           | 25           | 37     | 17     | 10     | 10     | 58     | 39     | +19 |

### Statistiche dei giocatori
| Giocatore            | Serie B  | Serie B | Coppa Italia | Coppa Italia | Totale   | Totale |
| Giocatore            | Presenze | Reti    | Presenze     | Reti         | Presenze | Reti   |
| -------------------- | -------- | ------- | ------------ | ------------ | -------- | ------ |
| B. Baruzzi           | 33       | 2       | 1+           | 0            | 34+      | 2      |
| A. Bolli             | 12       | 1       | 0+           | -            | 12+      | 1      |
| R. Brondi            | 30       | 1       | 1+           | 0            | 31+      | 1      |
| N. Bruscantini       | 9        | 1       | 0+           | -            | 9+       | 1      |
| C. Carloni           | -        | -       | 1+           | 0            | 1+       | 0      |
| M. Coronati          | 9        | 1       | 0+           | -            | 9+       | 1      |
| A. Cristina          | 16       | 1       | 2+           | 0            | 18+      | 1      |
| S. Finotto (III)     | 34       | 0       | 2+           | 0            | 36+      | 0      |
| G. Fiorini (I)       | 11       | 3       | 3            | 0            | 14       | 3      |
| G. Garbo             | 34       | -34     | 1+           | -3+          | 35+      | -37+   |
| G. Giaccaglia        | 1        | 0       | 0+           | -            | 1+       | 0      |
| M. Necchi            | -        | -       | 1+           | -2+          | 1+       | -2+    |
| F. Ratti             | 34       | 0       | 2+           | 0            | 36+      | 0      |
| R. Rossi             | 5        | 4       | 1+           | 0            | 6+       | 4      |
| A. Scaccini          | 34       | 0       | 1+           | 0            | 35+      | 0      |
| C. Silvestrelli (II) | 11       | 4       | 0+           | -            | 11+      | 4      |
| M. Silvestrelli (IV) | 13       | 0       | 0+           | -            | 13+      | 0      |
| G. Spanghero         | 5        | 0       | 1+           | 0            | 6+       | 0      |
| L. Torti (II)        | 28       | 15      | 1+           | 2            | 29+      | 17     |
| G. Varoli            | 30       | 7       | 3            | 2            | 33       | 9      |
| G. Zuccotti          | 25       | 12      | 2+           | 0            | 27+      | 12     |